# Бурденок
Бурдено́к (рос. Бурденок) — селище у складі Даровського району Кіровської області, Росія. Входить до складу Кобрського сільського поселення.
Населення становить 31 особа (2010, 114 у 2002).
Національний склад станом на 2002 рік — росіяни 95 %.